# Dregs
Os dregs são um resíduo da indústria de pasta e papel, formados na recuperação dos químicos inorgânicos do licor, na fase de clarificação do licor verde. Os dregs são compostos essencialmente por precipitados de carbonato, hidróxido e sulfuretos de sódio e cálcio, assim como partículas de carbono e alguns metais pesados provenientes do processo de combustão na caldeira de recuperação.

## Formação
No processo de fabricação de pasta Kraft (ou pasta ao sulfato), o licor negro formado durante o cozimento da madeira é evaporado desde uma concentração de sólidos de 13-17% até 65-75% para permitir a sua queima na caldeira de recuperação. Na caldeira, os componentes orgânicos são queimados para geração de vapor de alta pressão e os componentes inorgânicos são recuperados na forma de Na2S (sulfeto ou sulfureto de sódio) e Na2CO3 (carbonato de sódio), que constituem o smelt (fundido) . 
O licor verde, gerado pela dissolução do smelt no licor branco fraco proveniente da lavagem das lamas de cal é clarificado, geralmente por um processo de sedimentação, que remove as impurezas sólidas designadas como dregs.
A separação dos dregs evita problemas processuais como ineficiências na queima da cal. A lavagens dos dregs antes da deposição em aterro permite reduzir as perdas de sódio do sistema.